# Torrköltjärnen
Torrköltjärnen är en sjö i Bodens kommun i Norrbotten och ingår i Altersundets huvudavrinningsområde.